# Iroquois Control Dam
Der Iroquois Control Dam befindet sich am Sankt-Lorenz-Strom bei Iroquois (Ontario) und Waddington (New York). Er reguliert den Wasserstand des oberhalb gelegenen Ontariosees sowie des unterhalb gelegenen Lake St. Lawrence.
Der 1958 gebaute Staudamm (eine Kombination aus Gewichtsstaumauer und Erd-/Steinschüttdamm) ist 23 m hoch und 812 m lang. Am Staudamm gibt es Schleusen für die Schifffahrt auf dem Sankt-Lorenz-Seeweg, daneben auch ein Besucherzentrum und Andenkenläden. Der Speicherraum des Stausees wird mit 30.000 Millionen Kubikmetern angegeben. Er ist damit einer der größten der Erde. Betreiber sind gemeinsam die Ontario Power Generation (Kanada) und die New York Power Authority (USA). Die angegebenen Koordinaten beziehen sich auf den Staudamm.